# Ammenäs
Ammenäs est une localité de Suède située dans la commune d'Uddevalla du comté de Västra Götaland. Elle couvre une superficie de 1,5 km2. En 2010, elle compte 544 habitants.